# Almut Haker
Almut Haker (* 22. Mai 1942 in Bremen) ist eine deutsche Politikerin (CDU).

## Biografie
Haker erreichte an einer Waldorf-Schule die mittlere Reife und machte eine dreijährige Ausbildung im Schneiderhandwerk, ehe sie vier Jahre lang in diesem Beruf tätig war. Daraufhin war sie Hausfrau.
1983 trat Haker in die CDU Bremen ein. Dort war sie Mitglied im Vorstand des Stadtbezirksverbandes Schwachhausen der CDU sowie stellvertretende Vorsitzende, Mitglied des Vorstands des Kreisverbandes Bremen-Stadt der Frauen-Union und dort 1. Vorsitzende sowie Mitglied im Landesvorstand der CDU Bremen. Von 1984 bis 1997 gehörte sie dem Beirat beim Ortsamt Schwachhausen an, 1994 war sie Kandidatin für die Wahl zum Europäischen Parlament. 
Haker war Mitglied der Bremischen Bürgerschaft vom 9. Mai bis zum 10. Oktober 1997 und wieder von 1999 bis 2003.